# Deji Aliu
Deji Aliu, född 22 november 1975, är en nigeriansk sprintlöpare. 
Bland hans individuella meriter märks ett guld på 100 meter vid panafrikanska spelen 2003, en fjärdeplats på samma distans vid Samväldesspelen 2002 och en femteplats vid VM i Paris 2003. Inomhus har han två VM-finalplatser: en femteplats i Maebashi 1999 och en åttondeplats i Birmingham 2003. Han innehar också det afrikanska rekordet på 50 meter.
Vid OS i Aten 2004 tog Aliu brons tillsammans med Olusoji A. Fasuba, Uchenna Emedolu och Aaron Egbele på 4  × 100 meter. Vid VM i Sevilla 1999 deltog han också i stafettlaget som sprang in på tredje plats, men laget diskvalificerades senare när Innocent Asonze fälldes för doping.

## Personliga rekord

### Utomhus
- 100 meter - 9,95 s. (Abuja 12 oktober 2003)
- 200 meter - 20,25 s. (Aten 10 juni 2002)

### Inomhus
- 50 meter – 5,61 s. (Liévin 21 februari 1999, afrikanskt rekord)
- 60 meter – 6,48 s. (Liévin 21 februari 1999)